# 神戸市立八多小学校
神戸市立八多小学校（こうべしりつ はたしょうがっこう）は、兵庫県神戸市北区八多町附物に所在した公立小学校。略称は八多小。

## 概要
神戸市北区北神地域の八多町にあった。市立幼小中が隣接しており、特に神戸市立八多中学校とは校舎の一部を共有していた。

## 沿革
- 1873年（明治6年）8月15日 - 上小名田の円照寺に吉元小学校を設置。柳谷に洗心小学校を設置。
- 1873年（明治6年）11月6日 - 深谷寺に新民小学校を設置。屏風に平匠小学校を設置。
- 1878年（明治11年）12月16日 - 吉元小学校と洗心小学校が合併し、八多小学校と改称。
- 1879年（明治12年） - 新民小学校と平匠小学校が合併し、正道小学校と改称。
- 1887年（明治20年）4月1日 - 八多小学校を八多簡易小学校と改名。正道小学校を上八多簡易小学校と改名。
- 1892年（明治25年）4月1日 - 八多簡易小学校を八多尋常小学校と改名。上八多簡易小学校を上八多尋常小学校と改名。
- 1892年（明治25年）10月15日 - 八多尋常小学校と上八多尋常小学校が合併し、八多尋常小学校と改称。
- 1895年（明治28年）4月 - 高等科を設置し八多尋常高等小学校と改称。
- 1941年（昭和16年）4月1日 - 八多国民学校と改称。
- 1947年（昭和22年）4月1日 - 八多村立八多小学校と改称。
- 1951年（昭和26年）7月1日 - 八多村が神戸市に編入され、神戸市立八多小学校と改称[1]。
- 2023年（令和5年）
  - 3月31日 - 神戸市立八多中学校との統合により廃校
  - 4月1日 - 神戸市立義務教育学校八多学園が開校

## 教育目標
- 夢をはぐくみ　ともに輝く　八多っ子

## 通学区域
- 神戸市北区
  - 八多町（藤原台団地・北神星和台団地を除く）

## 進学先中学校
- 神戸市立八多中学校

## 校区内の主な施設
- 神戸市北神区役所 八多連絡所
- 神戸市立八多幼稚園
- 神戸市立八多中学校
- 神戸市立八多児童館
- 八多ふれあいセンター
- 八多神社
- 神戸八多郵便局
- 兵庫六甲農業協同組合 八多支店

## 交通
- 神姫バス 15・61・65・115系統
  - 「八多学校前」徒歩すぐ

## 通学区域が隣接している学校
- 神戸市立好徳小学校
- 神戸市立大沢小学校
- 神戸市立長尾小学校
- 神戸市立鹿の子台小学校
- 神戸市立道場小学校
- 神戸市立有野小学校
- 神戸市立西山小学校
- 神戸市立藤原台小学校
- 神戸市立唐櫃小学校
- 神戸市立谷上小学校
- 神戸市立山田小学校